# Barbona
Barbona is een gemeente in de Italiaanse provincie Padua (regio Veneto) en telt 765 inwoners (31-12-2004). De oppervlakte bedraagt 8,6 km², de bevolkingsdichtheid is 89 inwoners per km².

## Demografie
Barbona telt ongeveer 276 huishoudens. Het aantal inwoners daalde in de periode 1991-2001 met 2,5% volgens cijfers uit de tienjaarlijkse volkstellingen van ISTAT.
| Jaar | Inwoneraantal |
| ---- | ------------- |
| 1991 | 800           |
| 2001 | 780           |

## Geografie
Barbona grenst aan de volgende gemeenten: Lusia (RO), Rovigo (RO), Sant'Urbano, Vescovana.
Abano Terme · Agna · Albignasego · Anguillara Veneta · Arquà Petrarca · Arre · Arzergrande · Bagnoli di Sopra · Baone · Barbona · Battaglia Terme · Boara Pisani · Borgoricco · Bovolenta · Brugine · Cadoneghe · Campo San Martino · Campodarsego · Campodoro · Camposampiero · Candiana · Carceri · Carmignano di Brenta · Cartura · Casale di Scodosia · Casalserugo · Castelbaldo · Cervarese Santa Croce · Cinto Euganeo · Cittadella · Codevigo · Conselve · Correzzola · Curtarolo · Due Carrare · Este · Fontaniva · Galliera Veneta · Galzignano Terme · Gazzo · Granze · Legnaro · Limena · Loreggia · Lozzo Atestino · Maserà di Padova · Masi · Massanzago · Megliadino San Fidenzio · Megliadino San Vitale · Merlara · Mestrino · Monselice · Montagnana · Montegrotto Terme · Noventa Padovana · Ospedaletto Euganeo · Padua · Pernumia · Piacenza d'Adige · Piazzola sul Brenta · Piombino Dese · Piove di Sacco · Polverara · Ponso · Ponte San Nicolò · Pontelongo · Pozzonovo · Rovolon · Rubano · Saccolongo · Saletto · San Giorgio delle Pertiche · San Giorgio in Bosco · San Martino di Lupari · San Pietro Viminario · San Pietro in Gu · Sant'Angelo di Piove di Sacco · Sant'Elena · Sant'Urbano · Santa Giustina in Colle · Santa Margherita d'Adige · Saonara · Selvazzano Dentro · Solesino · Grantorto · Stanghella · Teolo · Terrassa Padovana · Tombolo · Torreglia · Trebaseleghe · Tribano · Urbana · Veggiano · Vescovana · Vighizzolo d'Este · Vigodarzere · Vigonza · Villa Estense · Villa del Conte · Villafranca Padovana · Villanova di Camposampiero · Vo
1. ↑  https://demo.istat.it/?l=it.